# Comté de Morris (New Jersey)
Pour les articles homonymes, voir Morris et Comté de Morris.
Le comté de Morris (en anglais Morris County) est un comté situé au nord de l'État de New Jersey, aux États-Unis. Le comté fait partie de l'agglomération new-yorkaise et a 509 285 habitants en 2020. 
C'est dans ce comté, qu'en janvier 2009 eut lieu une observation d'objets volants non identifiés très médiatisée, entre Morris Plains et Hanover, qui se révéla (par les créateurs eux-mêmes, Chris Russo et Joe Rudy) être un canular au mois d'avril de la même année.

## Comtés adjacents
- Comté de Sussex (nord)
- Comté de Passaic (nord-est)
- Comté d'Essex (est)
- Comté de Union (est)
- Comté de Somerset (sud)
- Comté de Hunterdon (sud-ouest)
- Comté de Warren (ouest)

## Photos

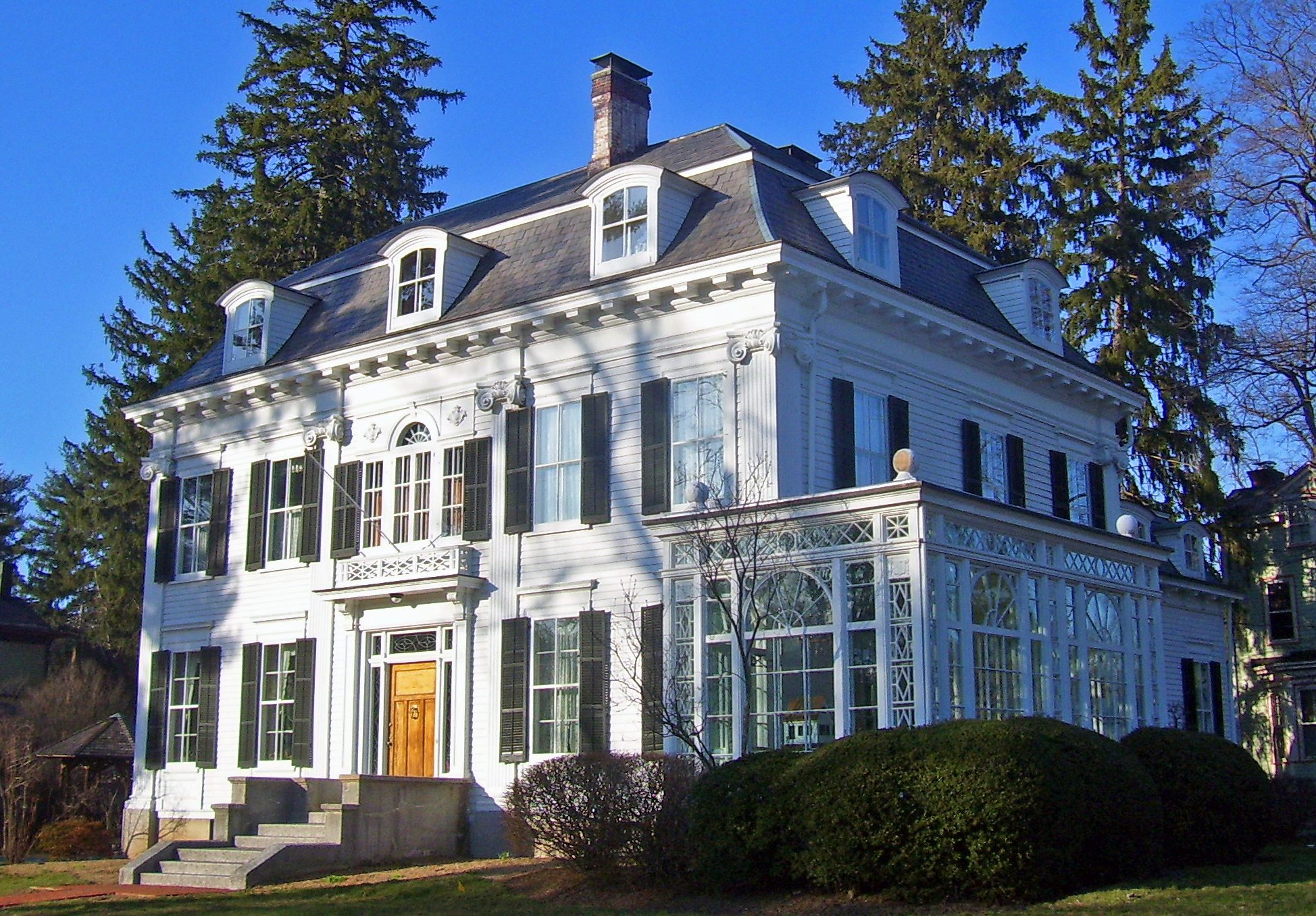
Maison de Thomas Nast à Morristown.
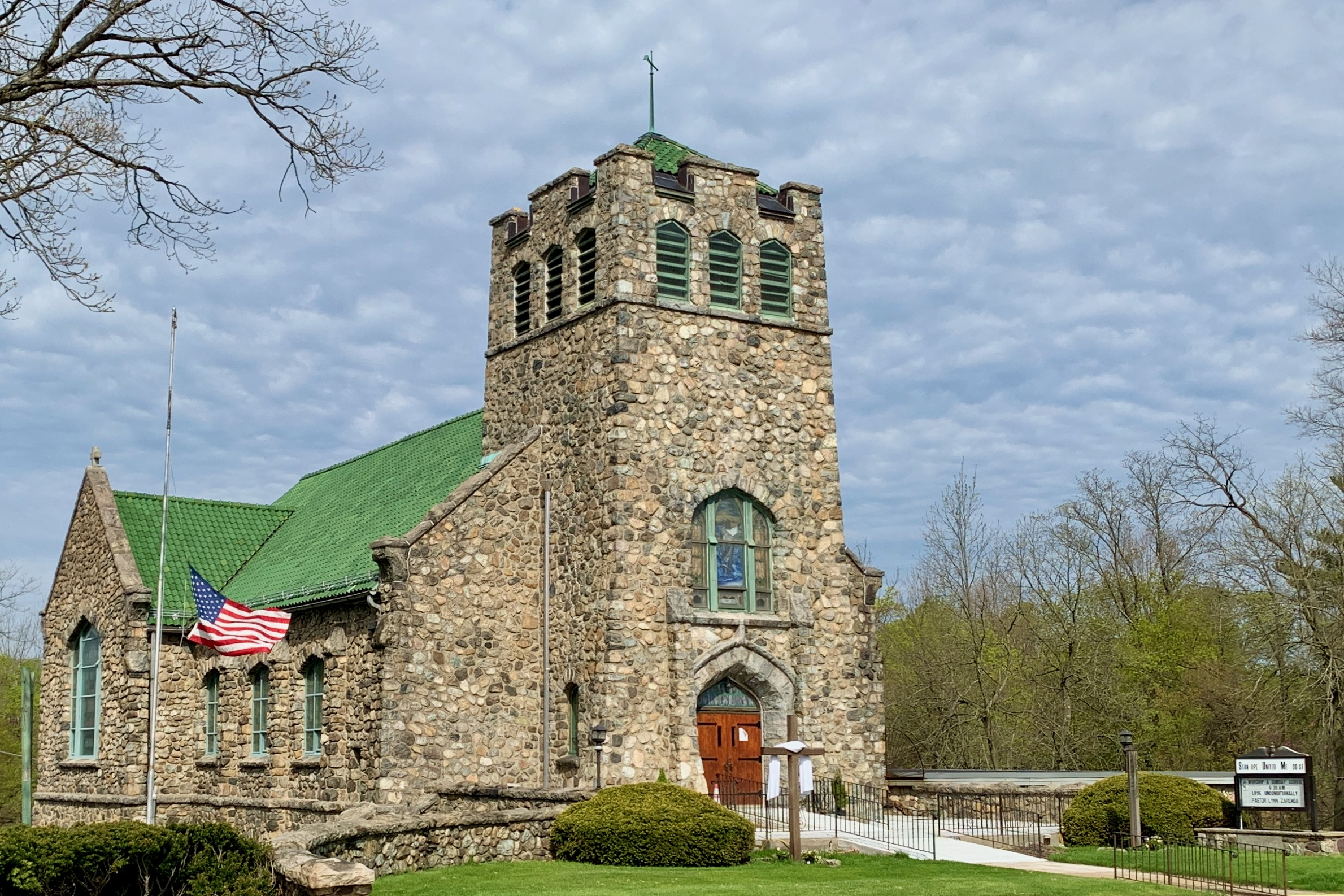
Église méthodiste de Netcong.
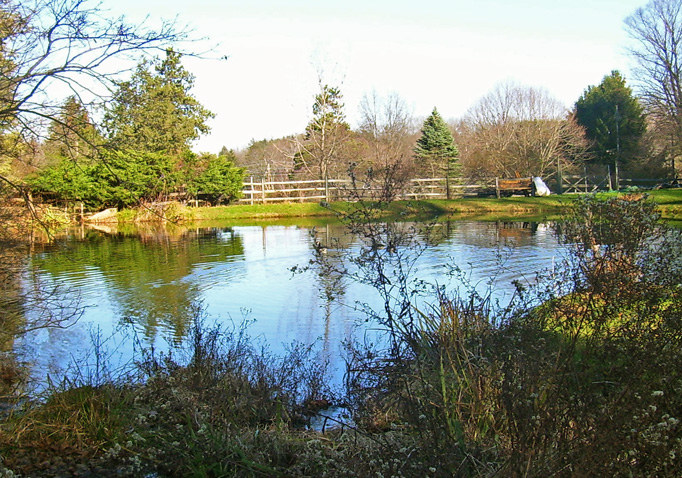
Près de la source de la rivière Passaic, à proximité de Mendham.
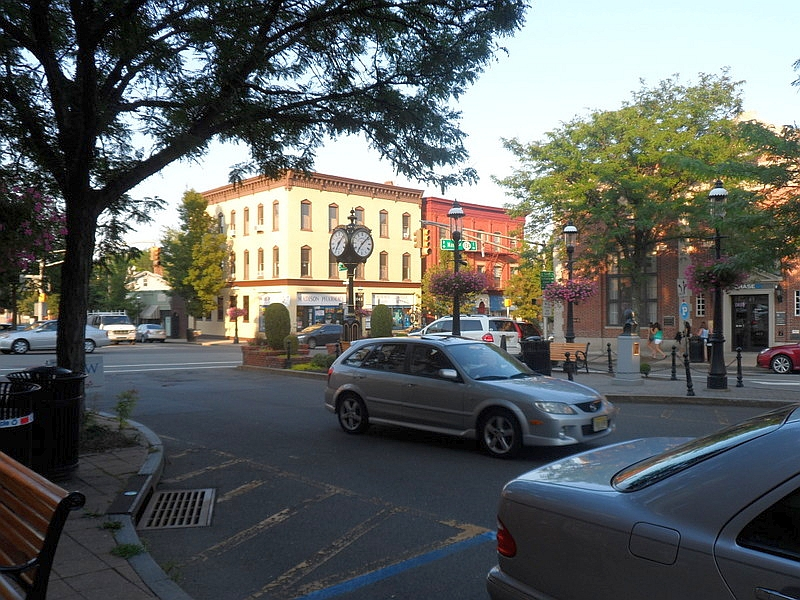
Centre-ville de Madison.